# Kultur-Historisches Museum (Eppingen)

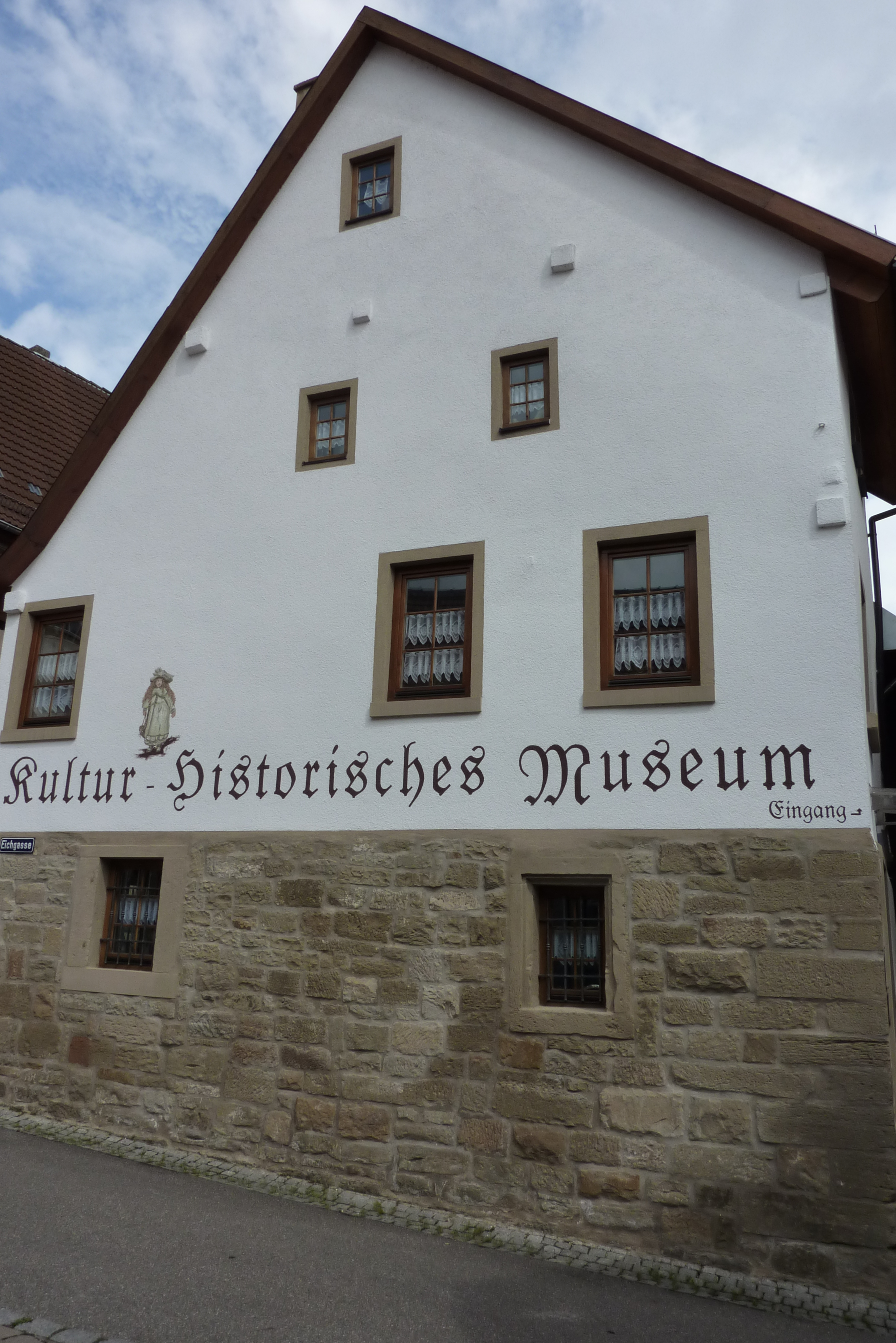
Eichgasse 1 in Eppingen

Das Kultur-Historische Museum befindet sich in der Eichgasse 1 in Eppingen, einer Stadt im Landkreis Heilbronn im nördlichen Baden-Württemberg.
Das private kultur-historische Museum, die Sammlung Reinhold Sack, zeigt über vier Etagen thematisch klar abgegrenzte  Themengebiete.
- Im Erdgeschoss befinden sich alte Öfen, darunter auch drei irische Öfen des Herstellers Esch & Cie aus Mannheim. Außerdem Bügeleisen sowie Tür- und Schrankschlösser.
- Im 1. Stock ist die Uhrensammlung untergebracht, darunter befinden sich Uhren von namhaften Herstellern wie Gustav Eduard Becker, Lenzkirch, IWC, A. Lange & Söhne sowie Patek Philippe.
- Im 2. Stock sind Puppen von verschiedenen Herstellern ausgestellt, alte Kinder- und Puppenwagen sowie Blechspielzeuge.
- Im Dachgeschoss ist eine bäuerliche Sammlung von Mehlsäcken bis hin zu Kupferbackformen, irdenen Gefäßen, Ölkrügen, Waagen und vieles mehr ausgestellt.

Die Ausstellung wird ständig erweitert so z. B. zu den Themengebieten Buchbinderei, Drechsler- und Holzschnitzerei. Thematische Sonderausstellungen wie zum Beispiel im Jahr 2010 über die Geschichte des Kaffees zusammen mit einer Sammeltassenausstellung ergänzen das Themenspektrum.